# Réserve naturelle de Styggås
La Réserve naturelle de Styggås  est une aire protégée norvégienne qui est située dans le municipalité de Larvik, dans le comté de Vestfold.

## Description
La réserve naturelle de 0,082 km2 a été créée en 2006. Elle compose de deux crêtes basses sur la côte de Brunlanes, à mi-chemin entre le fjord Hummerbakkfjorden et Havnebukta près de Nevlunghavn. La majorité de la réserve a peu ou pas de traces d'activité humaine.

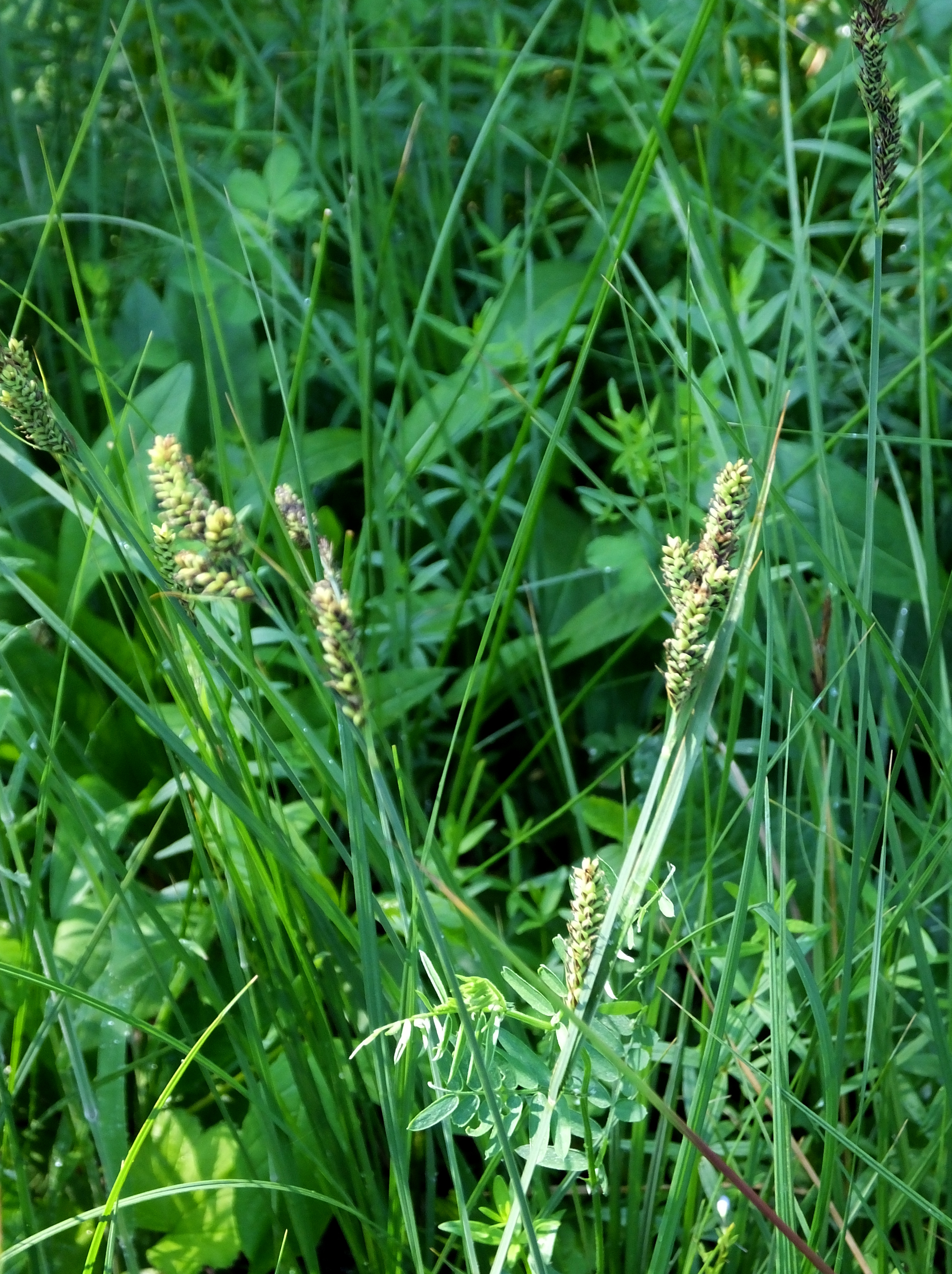
Carex Hartmanii

La roche calcaire offre de bonnes conditions de croissance. Voici une forêt côtière de pins sur sol crayeux avec des espèces nécessitant de la chaux. L'une d'entre elles est la plante rare Carex hartmanii (en) de la famille des Cyperaceae. Le socle rocheux est âgé d'environ 500 millions d'années, de l'époque géologique appelée cambrien/silurien.
L'objectif de conservation est une zone naturelle spéciale avec une végétation calcaire.